# 索托多索斯
索托多索斯，是西班牙卡斯蒂利亚-拉曼恰瓜达拉哈拉省的一个市镇。总面积29平方公里，总人口59人（2001年），人口密度2人/平方公里。